# 吕长新
吕长新（1937年—2022年5月25日），天津人，中国职业篮球运动员和教练，1999年入选新中国篮球50杰。

## 篮球生涯
1959年毕业于北京体育师范学院。1960年进入中国男篮青年队，同年入选中国国家男子篮球队直到1964年。退役后从1965年至1975年的十年间一直担任男篮青年队教练，1975年至1986年的十一年成为中国男篮钱澄海手下的助理教练，其间球队取得过五次亚锦赛冠军，两次亚运会金牌以及参加了三届世锦赛和1984年洛杉矶奥运会。1987年吕长新成为了中国国家女子篮球队主教练，带领球队取得了1988年汉城奥运会第6名，亚锦赛冠军和亚运会银牌，此后他还担任过国家体委训练局篮球咨询教练，吕长新于1997年退休。